# Русичи (ансамбль)
«Русичи» — фольклорный ансамбль древнерусской музыки и импровизации.

## История
Создан в 1982 году Борисом Базуровым на базе фольклорного квартета Ансамбля песни и пляски Московского округа ПВО (Б. Базуров, В. Федоров, Н. Серов, Б. Казуров) и студии «Круг» клуба «Дукат» (В. Алексеев, В. Галицкий, А. Сенин, В. Жигалин, А. Дерябин, Е. Ведерников). В составе Ансамбля ПВО под руководством Игоря Раевского стал Лауреатом III-го Всеармейского конкурса ансамблей песни пляски СА и ВМФ. Дипломант Всероссийских конкурсов исполнителей народной музыки 1984-85 гг. (Краснодар, Тула). Начало разовой профессиональной деятельности с 1984 года — концертный отдел Московской государственной филармонии.
К 1987 году коллектив получил место работы во Владимирской филармонии, записал на фирме «Мелодия» первый виниловый лонг-плей альбом, снялся в фильме «Русь изначальная», выехал на первые зарубежные гастроли. Однако, не получил должного внимания во Владимире и был поставлен в кабальные условия по выживанию. Как следствие, по настоянию коллектива его покинул художественный руководитель и создатель, Борис Базуров, и с начала 1988 года ансамблем руководит художник Виталий Галицкий.

## Состав
В коллективе работают шесть человек. Александр Дерябин, Владимир Яворский, Андрей Сенин, Виталий Галицкий, Валентин Жигалин и Владимир Топцов.

## Описание
Ансамбль участвовал в съёмках фильмов «Сибирский цирюльник» Никиты Михалкова и «Тихий Дон» Сергея Бондарчука.
Благодаря усилиям «Русичей» многие практически утраченные древние русские инструменты были реконструированы. Кроме того, ансамбль работает как научно-этнографический коллектив, собирая и сохраняя образцы древней певческой культуры.
Ансамбль выступает в оригинальных костюмах по мотивам воинской, крестьянской и пастушей одежды. Исполняет ритуальные танцы, поединки и сцены из русской народной жизни.
Русичи выступали на ведущих концертных площадках России и 18-ти других стран.
В 2013 на песню «Два сокола» Русичей в Этно-Кузне с участием музыкантов снят первый в истории русской этнической музыки видеоклип. 

## Дискография
1986 — Эхо Руси
1987 — Русичи
1993 — Уникальная музыка Древней Руси
1997 — Не посрамим Земли Русской
2000 — Вольница
2002 — Бывали дни веселые
2005 — Мы шли, чтоб Родину спасти
2007 — Русь неизвестная
2009 — Русские острова
2012 — Усадебник в Этно-Кузне (видео-концерт, DVD+CD)
2013 - Скажи, девка, правду...